# Thịt lợn muối xông khói

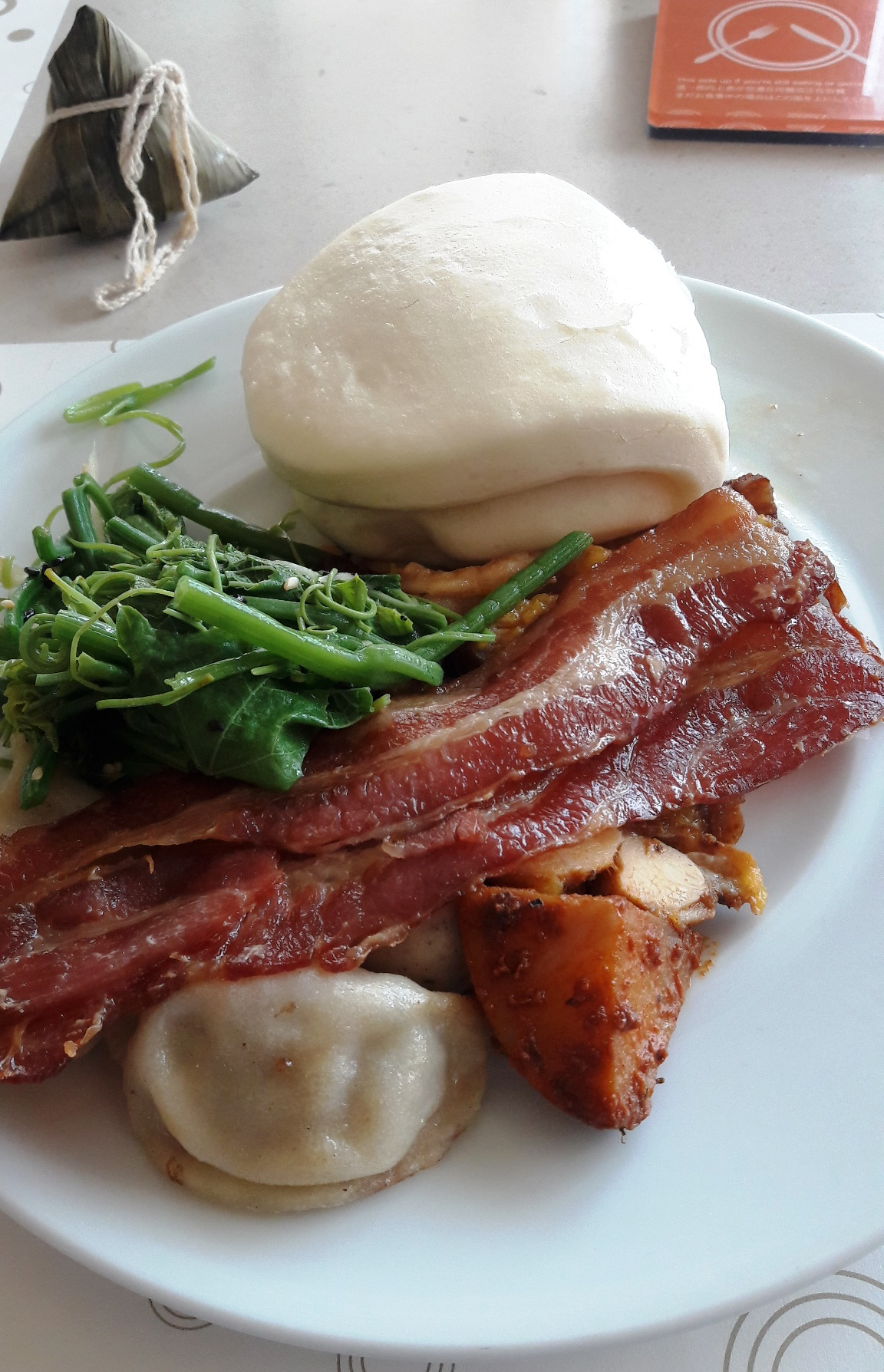
Món thịt xông khói trong một bữa ăn sáng

Thịt lợn muối xông khói (bacon) là một loại thịt lợn (giăm bông) được chế biến bằng phương pháp thịt muối và sau đó được xông khói lên, chúng thường được làm từ nhiều loại thịt khác nhau nhưng thường là từ bụng lợn hoặc từ phần lưng ít mỡ hơn. Nó được ăn riêng, như một món ăn phụ (đặc biệt là trong bữa ăn sáng), hoặc được sử dụng như một thành phần phụ để tạo hương vị cho các món ăn (ví dụ: bánh mì Sandwich). Đây là một trong những món ăn phổ biến nhất thế giới. Mặc dù là món ăn mặn, thực khách vẫn có thể tìm thấy nó trong kem, bánh nướng hay thậm chí cả kẹo cao su. Thịt muối xông khói cũng được sử dụng để nướng và phục vụ như món thịt nướng, đặc biệt là thịt thú săn bao gồm thịt nai và gà lôi.

## Từ nguyên
Trong tiếng Anh, từ Bacon có nguồn gốc từ tiếng Đức cổ là Bahho, có nghĩa là "mông", "đùi", "giăm bông" hoặc "thịt xông khói", và được ghép chung với thịt xông khói kiểu Pháp cổ xưa và nó cũng có thể được ghép từ xa với tiếng Đức Bauche hiện đại, có nghĩa là "cái bụng". Từ này cũng có gốc tiếng Đức là "bak", nghĩa là thịt lưng của lợn. Sau đó người Pháp mượn gốc từ "bakko", chuyển thành "bacco". Đến thế kỷ 12, người Anh tiếp tục mượn từ tiếng Pháp, gọi là "bacoun". Theo thời gian, "bacoun" được rút ngắn gọn lại thành "bacon", mang ý nghĩa thịt lợn muối xông khói.

## Chế biến
Về mặt lịch sử, trước khi sự ra đời của phương pháp làm lạnh nhân tạo giá rẻ và phổ biến trong kỷ nguyên hiện đại, việc bảo quản thịt lợn là cần thiết để bảo quản thịt lâu dài an toàn. Thịt lợn muối xông khói được xử lý thông qua quá trình ngâm, tẩm nó trong nước muối, được gọi là xử lý ướt (ngâm nước muối), hoặc sử dụng muối tinh thể thường, được gọi là xử lý khô (rắc muối, xát muối). Thịt xông khói tươi sau đó có thể được làm khô trong nhiều tuần hoặc nhiều tháng trong không khí lạnh, hoặc nó có thể được hun khói hoặc luộc lên. 

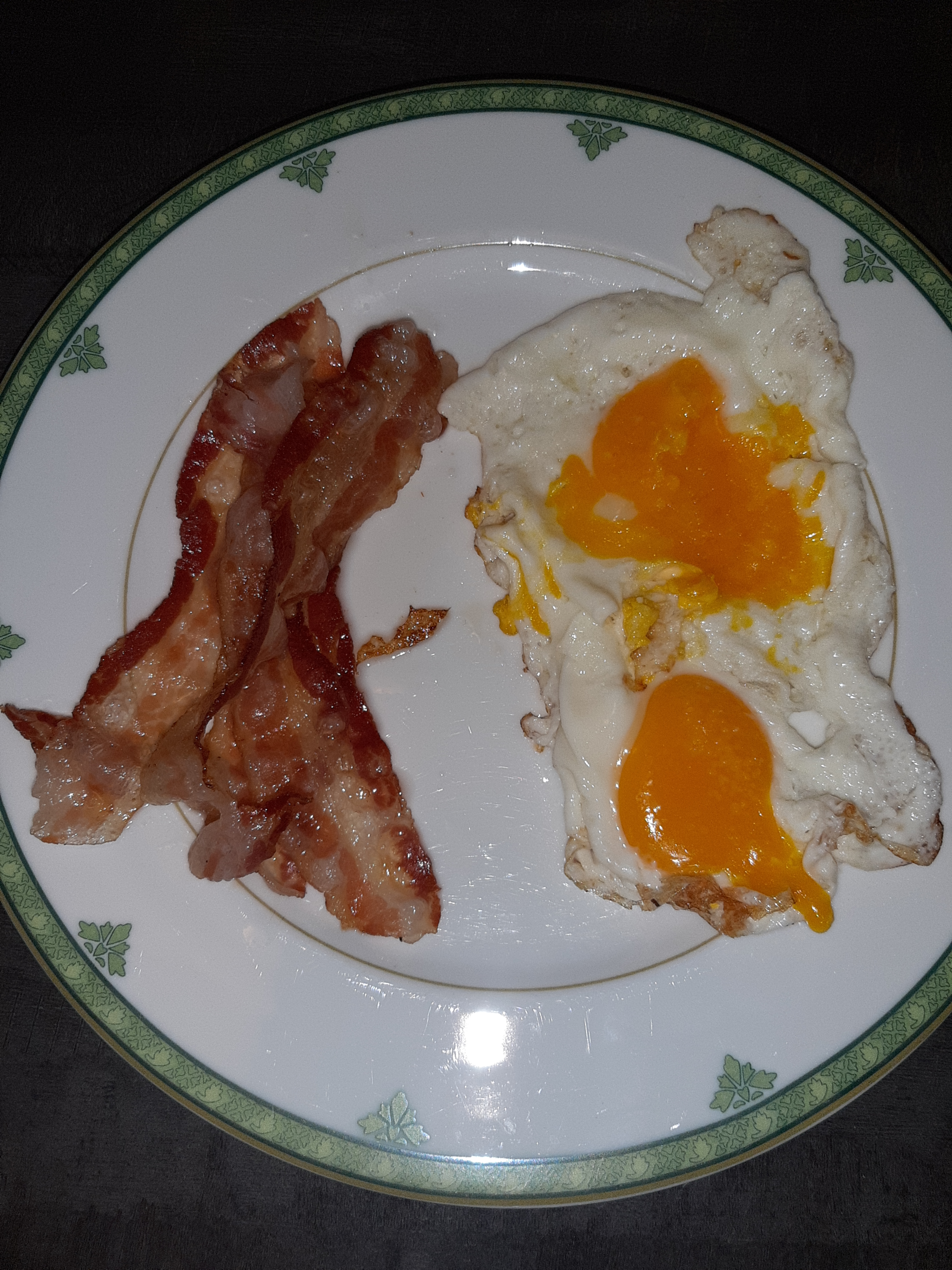
Thịt lợn muối xông khói

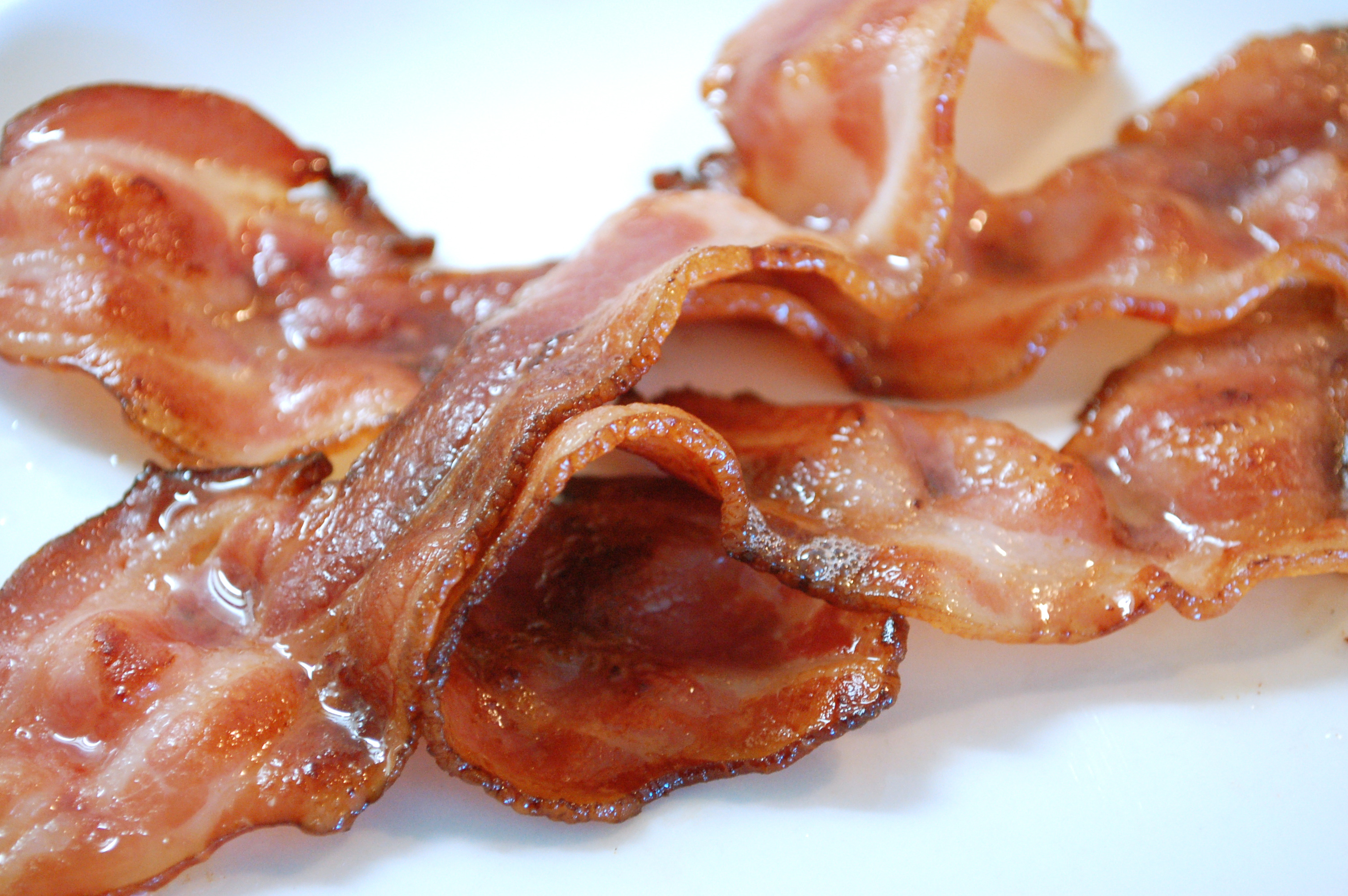
Thịt lợn muối xông khói chiên lên

Thịt muối xông khói tươi và khô thường được nấu chín trước khi ăn, thường bằng cách áp chảo. Thịt xông khói luộc đã sẵn sàng để phục vụ, cũng như một số thịt xông khói hay hun khói, nhưng chúng có thể được nấu chín thêm trước khi ăn. Có thể tăng thêm hương vị khác biệt bằng cách sử dụng nhiều loại gỗ khác nhau, hoặc các loại nhiên liệu ít phổ biến hơn như lõi ngô hoặc than bùn. Quá trình này có thể mất đến mười tám giờ, tùy thuộc vào cường độ của hương vị mong muốn.
Thịt lợn muối xông khói (Bacon) được phân biệt với các loại thịt lợn muối khác bởi sự khác biệt trong các miếng thịt được sử dụng và cách ngâm nước muối hoặc đóng gói khô. Về mặt lịch sử, thuật ngữ "giăm bông" và "thịt xông khói" dùng để chỉ các phần thịt khác nhau được ngâm nước muối hoặc đóng gói giống nhau, thường cùng nhau trong cùng một thùng tô nô, trong khi thịt xông khói ít ngọt hơn, mặc dù các thành phần như đường nâu hoặc xi-rô phong được sử dụng để tạo hương vị.
Thịt xông khói tương tự như thịt lợn muối, trong thời hiện đại thường được chế biến từ những miếng thịt tương tự, nhưng thịt lợn muối không bao giờ được hun khói, và có hàm lượng muối cao hơn nhiều. Để đảm bảo an toàn, thịt xông khói có thể được xử lý để ngăn ngừa bệnh giun xoắn do Trichinella, một loại giun đũa ký sinh có thể bị tiêu diệt bằng cách đun nóng, đông lạnh, sấy khô hoặc hun khói. Natri polyphotphat, chẳng hạn như natri triphosphat, cũng có thể được thêm vào để làm cho sản phẩm dễ cắt và giảm bắn tung tóe khi thịt xông khói được áp chảo.
Nhà máy sản xuất thịt lợn muối xông khói đầu tiên ra đời vào năm 1770. Ban đầu, người nông dân và người bán thịt địa phương chỉ làm thịt xông khói bán trong vùng, bằng cách ướp thịt lợn với muối và đem hun khói. Cho tới gần cuối thế kỷ 18, một doanh nhân người Anh tên John Harris đã mở nhà máy chế biến thịt lợn muối xông khói ở Wiltshire với phương pháp vẫn còn được lưu truyền tới ngày nay. Theo đó, món thịt lợn sẽ được ướp ít mặn hơn và tăng vị ngọt để phù hợp với khẩu vị của nhiều người. Mỗi người Mỹ trung bình tiêu thụ 8 kg thịt lợn muối xông khói một năm, kèm theo đó là tỷ lệ cao người mắc bệnh ung thư, được cho là xuất phát từ thịt xông khói.